# Biely kríž (Malé Karpaty)
Biely Kríž je označení lokality a historického objektu myslivny, v Malých Karpatech v katastrálním území Svatého Jura. Je křižovatkou turistických chodníků, oblíbeným místem k odpočinku a orientačním bodem pro horské turisty a cyklisty. Nachází se zde kříž.
Nedaleko od Bieleho kríže se nachází Sakrakopec ; místo, kde spadlo v roce 1966 letadlo bulharské letecké společnosti - let TABSO LZ101, při kterém zahynulo všech 82 lidí. Od Bieleho kríže vedou k místu neštěstí ukazatele, kde mohou návštěvníci najít informační tabule o tragédii.

## Turismus
Lokalita je významnou turistickou křižovatkou, kde se setkávají regionální trasy:
- po  značce ( Cesta hrdinů SNP ):
  - od jihu z Kamzíka přes rozc. Zbojníčka
  - od severu z Pezinské Baby
- po  značce:
  - od západu z lokality Dračí hrádok
  - od jihu z Rače
- po  značce od východu ze Svatého Jura
- po  značce ze severovýchodu z Neštichu

## Galerie

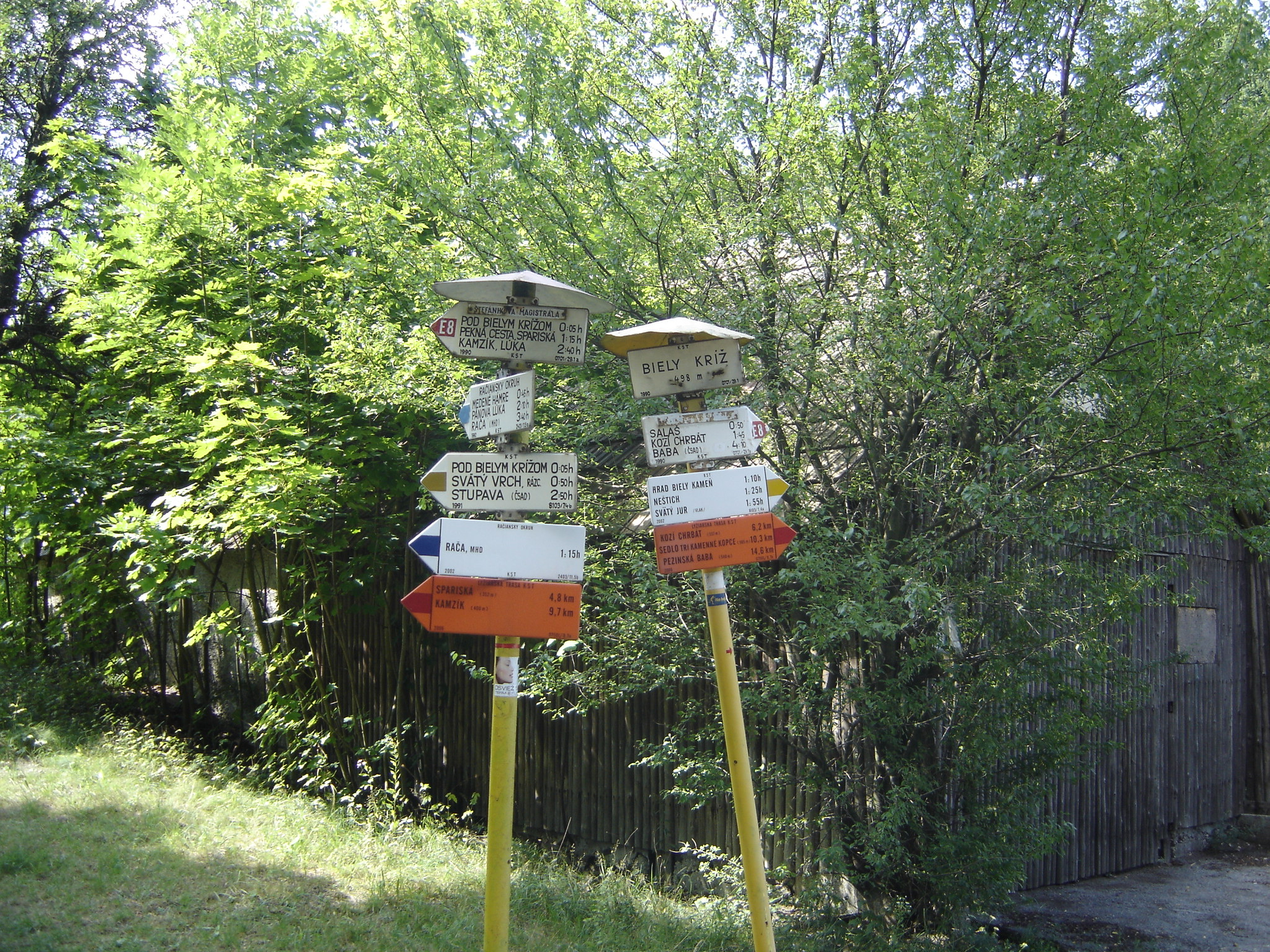
ukazatele směru
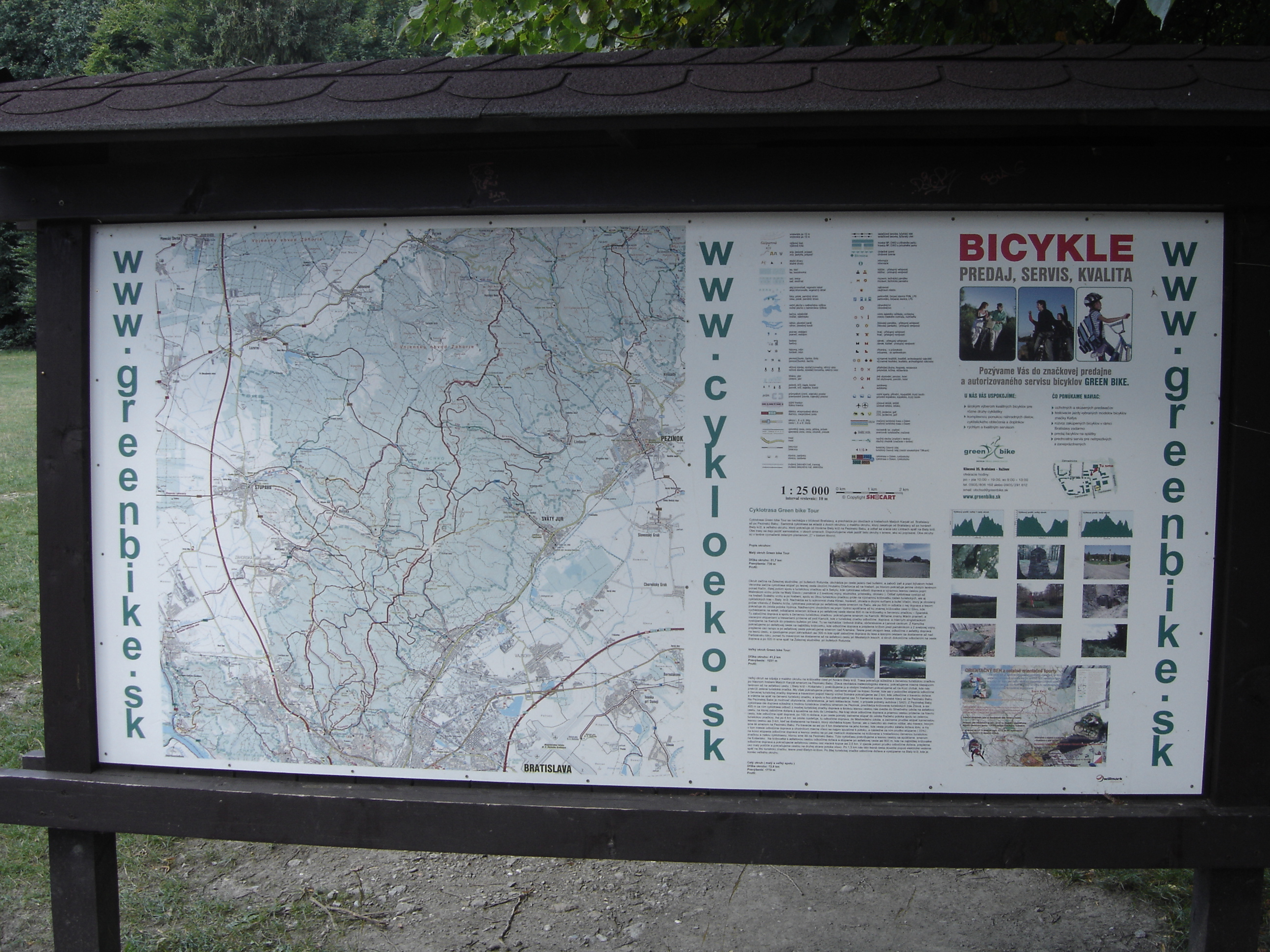
Mapa pro turisty
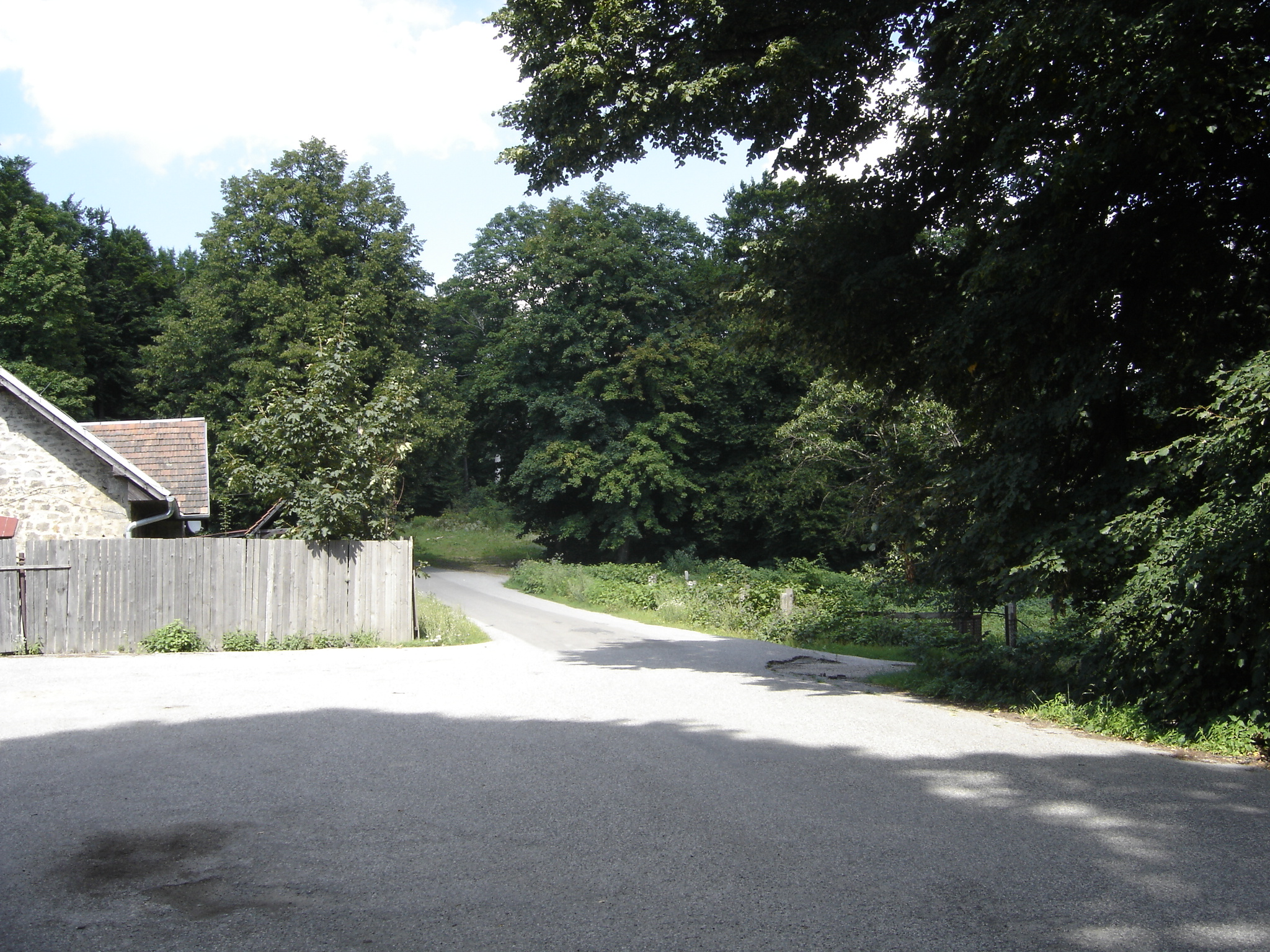
Směr Svätý Jur rovně. První odbočka vpravo směrem na místo pádu letadla.
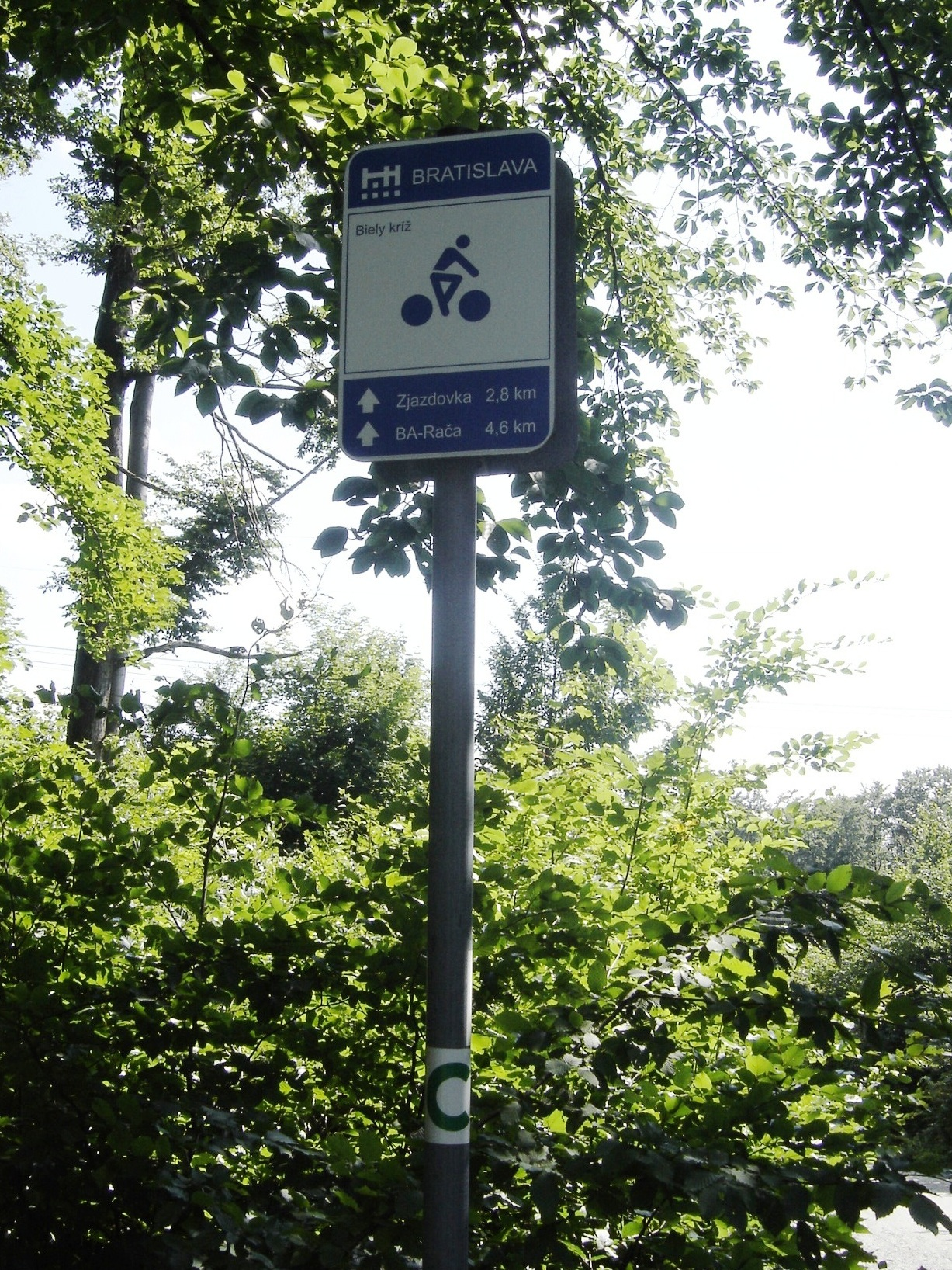
Informační tabule pro cyklisty; směr Bratislava-Rača
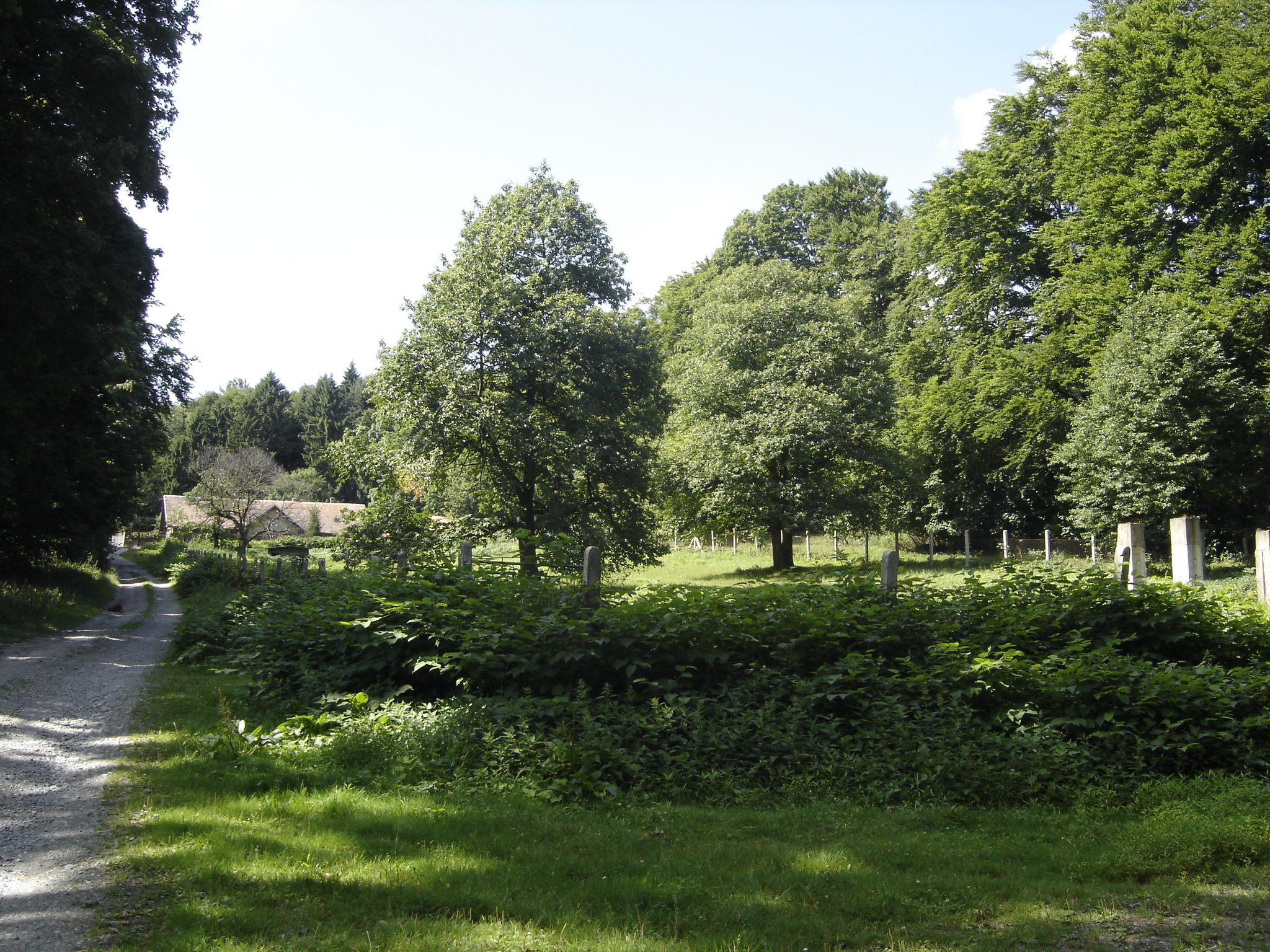
Pár desítek metrů od Bílého kříže

Cesta na Bílý Kříž ve směru od Rače

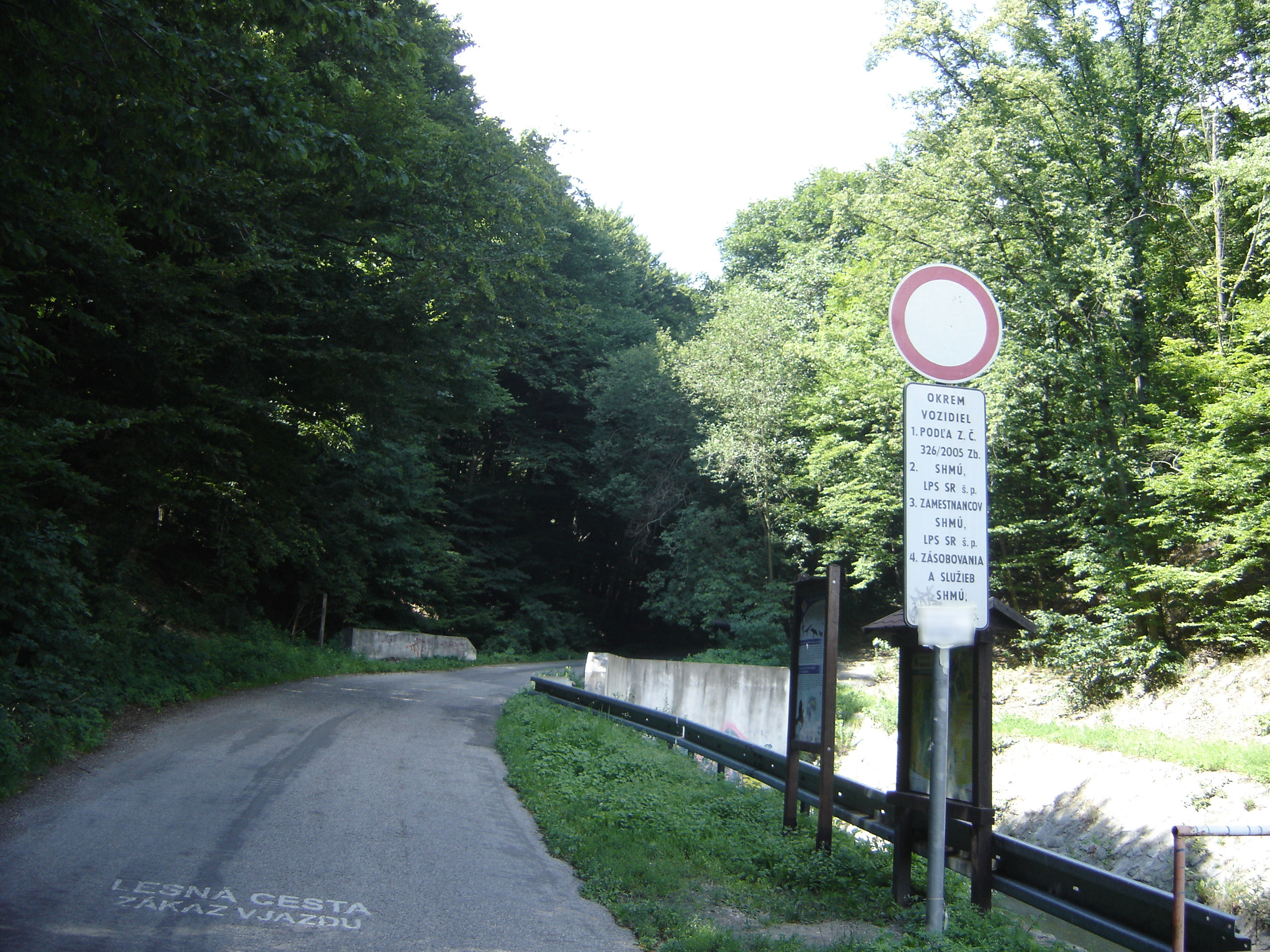
Vjezd do lesa směrem na Bílý kříž
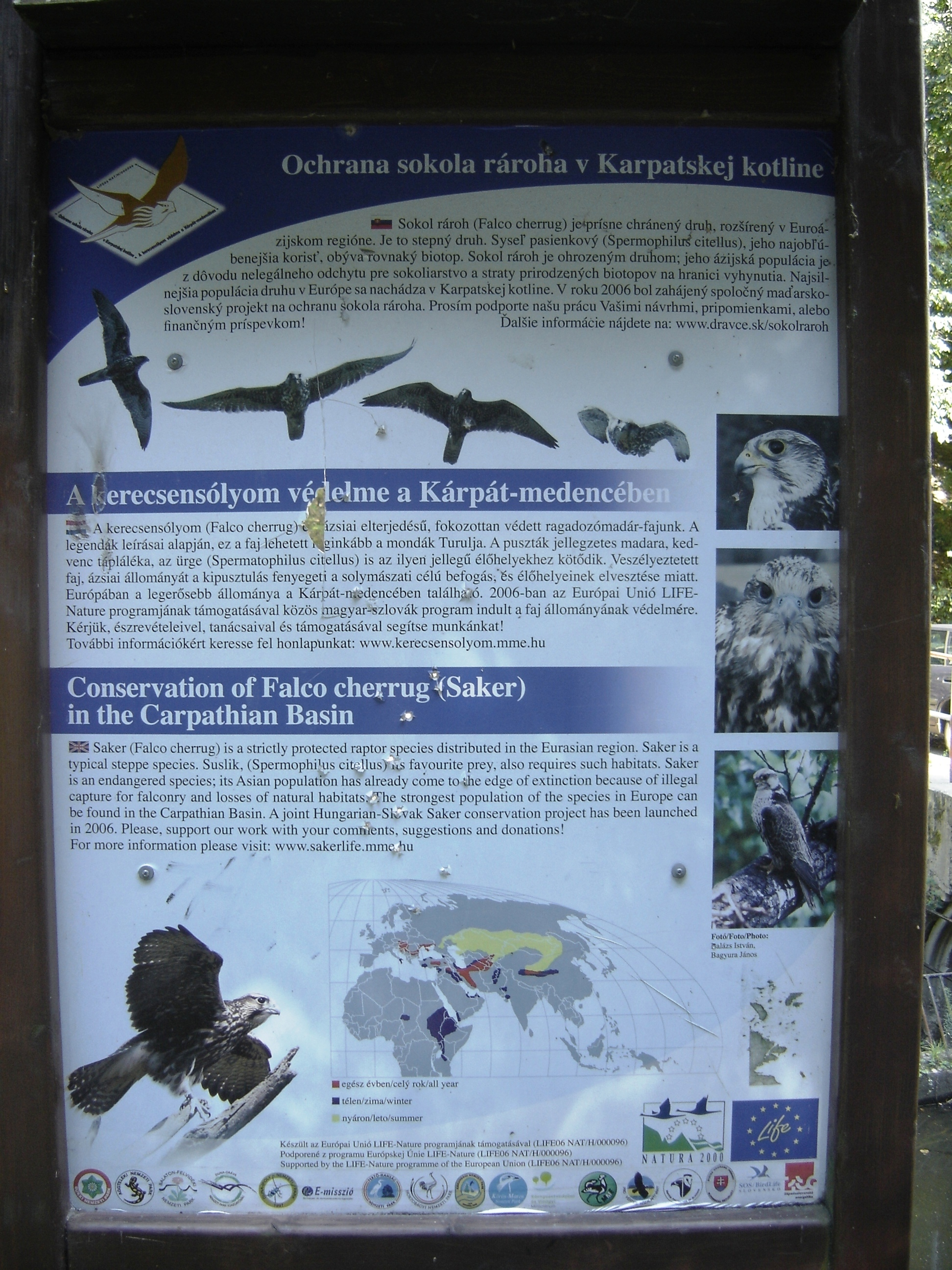
Informační tabule o chráněném sokolovi
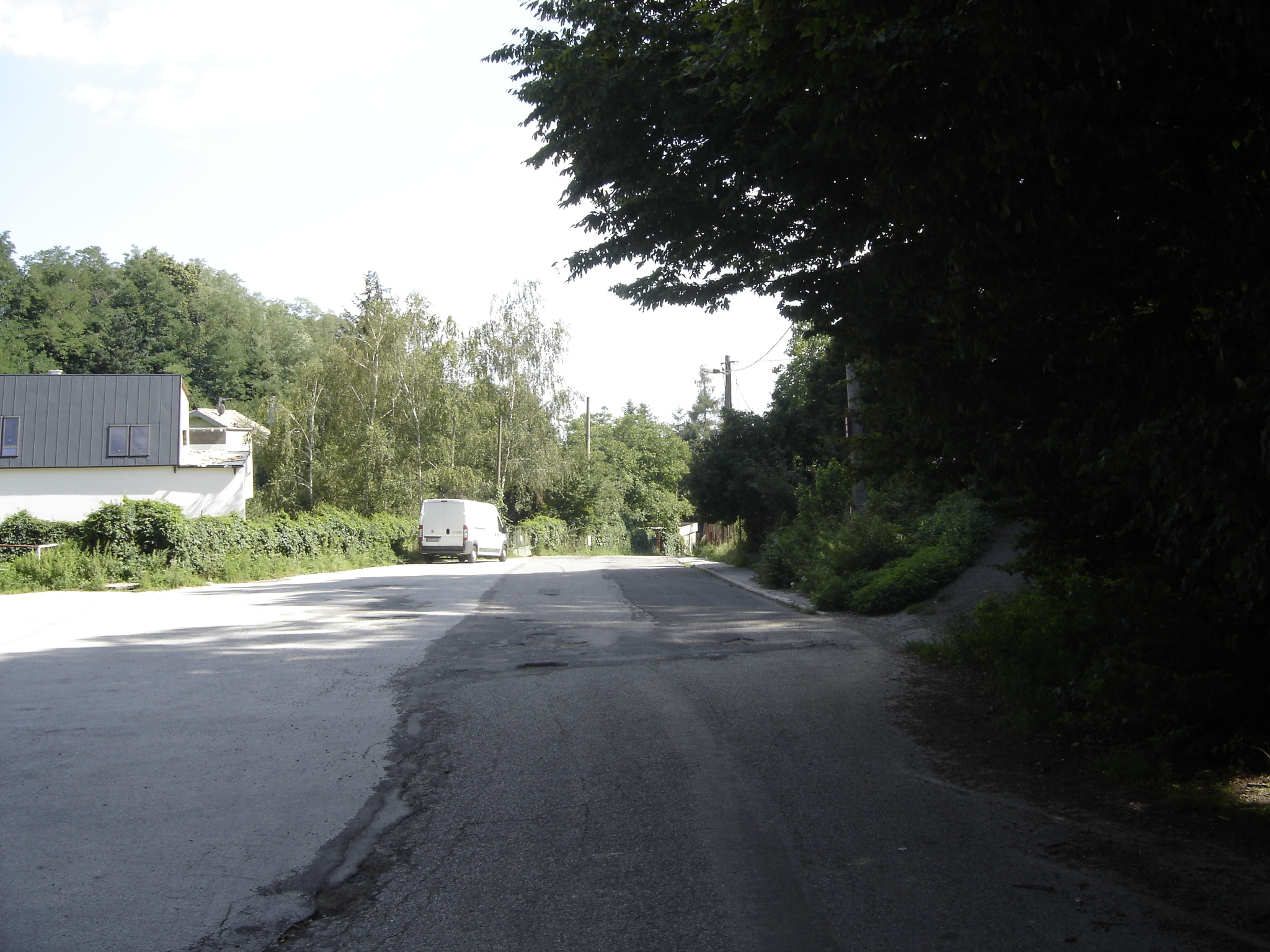
Konec Potočná ul. při vjezdu do lesa